# Barrage de Çamköy
Le barrage de Camkoy est un barrage de Turquie. La rivière Hayıtlıdere est un affluent de la rivière Simav Çayı (ou Susurluk Çayı) qui rejoint la Nilüfer Çayı avant de se jeter dans la mer de Marmara.